# Омар аль-Мутаваккиль
Омар аль-Мутаваккиль (араб. لعمر المتوكل‎; ок. 1045 — 1093 или 1094) — правитель тайфы Бадахос (1073—1094).

## Биография
Омар аль-Мутаваккиль был сыном Абу Бакр Мухаммада, правителя тайфы Бадахос. При жизни отца стал правителем Эворы, управляя также восточными провинциями, но после смерти отца вместе с братом Яхьёй договорился с ним о разделе власти в государстве.
После смерти брата Яхьи аль-Мутаваккиль стал правителем тайфы Бадахос и проявил себя, как талантливый правитель, покровительствуя культуре и поэзии.  При его дворе жили и работали многие известные поэты, среди которых был Ибн Абдун, который был его секретарем.
В 1080 году присоединил к своим владениям Толедо, в котором проживал более года, а затем вернулся в Бадахос, захватив городскую казну.
Летом 1086 года аль-Мутаваккиль вместе с другими эмирами присоединился к армии Юсуфа ибн Ташфина, в союзе с которым участвовал в битве при Заллаке. Во время битвы его воины были на правом фланге мусульманской армии и понеся большие потери стали отступать, но благодаря контратаке берберской конницы, христиане под командованием короля Альфонсо VI были разгромлены и отступили, понеся тяжёлые потери.
В 1093 году передал королю Альфонсо VI города Лиссабон, Синтру и Сантарен в обмен на помощь в защите от набегов берберских отрядов. Вскоре он был арестован вместе с членами своей семьи, а затем казнён вместе с двумя сыновьями по обвинению в сотрудничестве с христианами, а земли государства присоединены к государству Альморавидов.